# Pasithee
Pasithee (XXXVIII, S/2001 J6) är en av Jupiters månar. Den upptäcktes den 11 december 2001 av en grupp astronomer vid University of Hawaii. Pasithee är cirka 2 kilometer i diameter och roterar kring Jupiter på ett avstånd av cirka 23 004 000 kilometer.
Månen är uppkallad efter gudinnan Pasithea i den grekiska mytologin.